# Quintana y Congosto
Quintana y Congosto è un comune spagnolo di 775 abitanti situato nella comunità autonoma di Castiglia e León.